# Старонагънати планини
Старонагънатите планини се образуват вследствие на сблъсъка на тектонските плочи преди повече от 250 млн. години.
Всички континенти, се състоят от стари сушеви части – платформи, които са най-здравите и устойчиви части на континента. В тях стават силни заметресения и не действат вулкани. Изградени са от най-старите скали на планетата.
Между старите платформи в Азия били разположени дълбоки водни басейни, в които се натрупвали дебели утайки. При движението на платформите водните басейни се отдръпнали, а утайките се нагънали и се образували така наречените старонагънати планини - високи и с голяма дължина. Те представляват огромни планински пояси около Сибирската и Китайската платформа.
След този процес е образувана и планината Урал, свързваща Европа с Азия. По-късно започва образуването на младонагънатите планини, които представляват мощни планински вериги, разположени в западната, южната и източната част на континента. Тогава се образувала и най-високата точка на Земята - Хималаите, чиято възраст е еднаква с възрастта българската Стара планина. В континента Европа, младонагънатите планини са Кавказ, Урал и Алпите.